# Vallines (Cantabria)
Vallines es un núcleo de población español de la localidad de Caviedes, perteneciente al municipio de Valdáliga, en la comunidad autónoma de Cantabria.

## Toponimia
El nombre del lugar puede encontrarse escrito con las grafías «Vallines» y «Ballines».

## Historia
Hacia mediados del siglo XIX, el lugar era referido como un barrio ya por entonces perteneciente al municipio de Valdáliga. En 2023, el núcleo de población de Vallines, encuadrado dentro de la entidad singular de población de Caviedes, tenía empadronados 46 habitantes.